# American Line

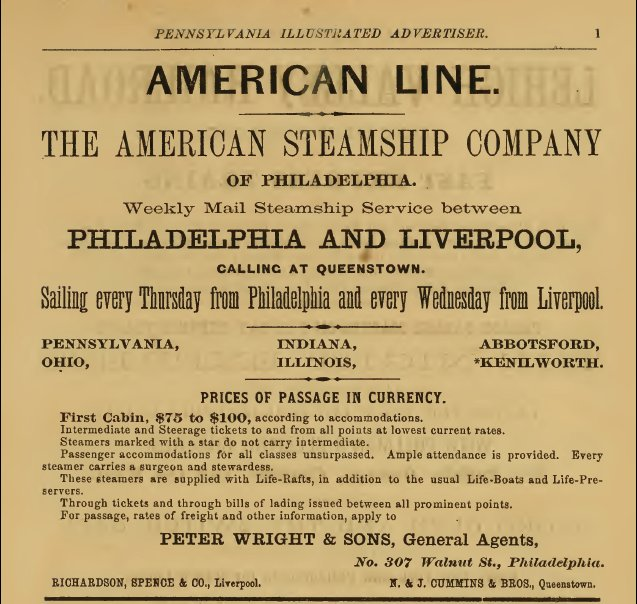
Annonce der Reederei (1874)

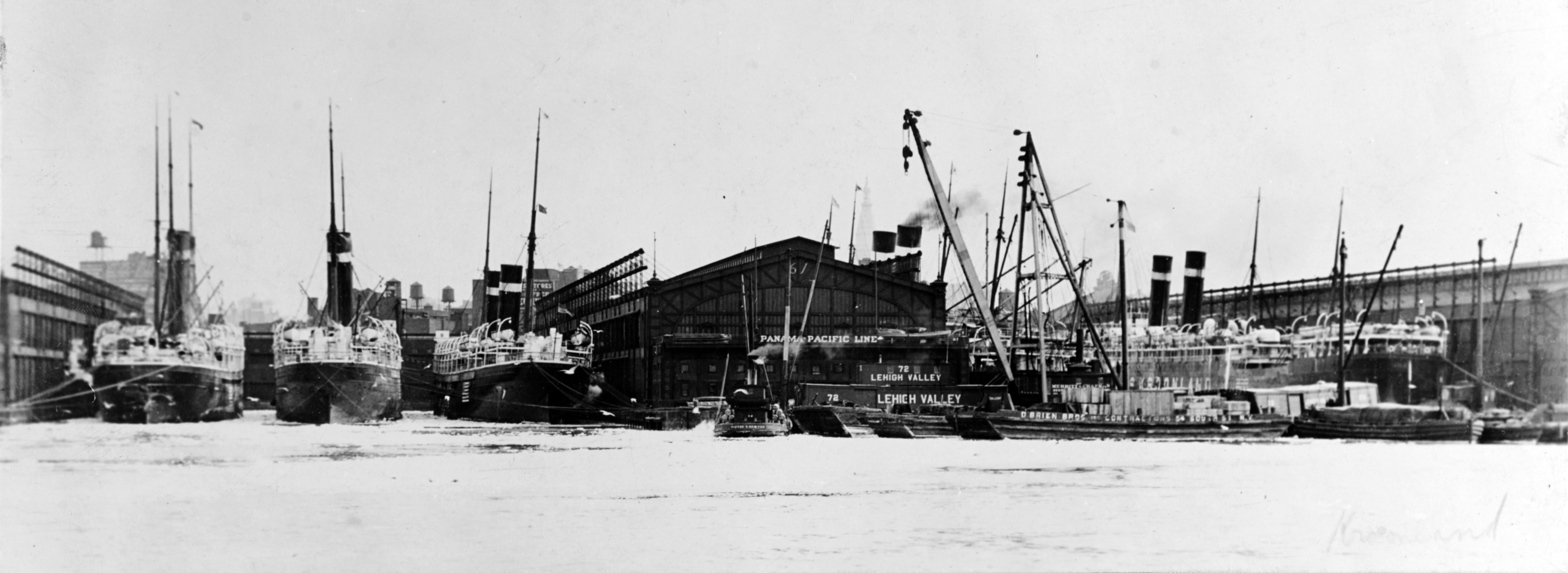
In New York aufliegende Schiffe der Reederei (1917)

Die American Line war die größte  US-amerikanische Reederei ihrer Zeit. Das Unternehmen mit Hauptsitz in Philadelphia  betrieb Liniendienste auf der Transatlantik-Route zwischen Nordamerika und Europa und bestand von 1872 bis 1925.

## Geschichte
Gegründet wurde das Unternehmen 1872 als American Steamship Company in Philadelphia. Die Reederei begann, anfangs mit Charterschiffen, Passagier- und Frachtdienste nach Queenstown und Liverpool aufzubauen.  Diese Liniendienste firmierten von Beginn an unter der Bezeichnung American Line. Schon 1884 hatten sich die Passagierzahlen und das Frachtaufkommen auf der Transatlantikstrecke nach Philadelphia soweit verringert, dass die ebenfalls aus Philadelphia stammende International Navigation Company die American Line übernahm. 1893 wurde die Inman Line übernommen. Im Jahr 1900 erwarb J.P. Morgan das Mutterunternehmen und benannte es 1904 in International Mercantile Marine Company um. Unter deren Dach wurde die American Line zusammen mit Reedereien, wie Red Star Line, White Star Line, Dominion Line, Atlantic Transport Line oder der Leyland Line betrieben. Bis 1925 wurden alle Dienste der American Line eingestellt.

### Dienste (Auswahl)
- 1873 bis 1884: Von Philadelphia über Queenstown nach Liverpool
- 1892 bis 1925: Von Philadelphia über Queenstown nach Liverpool
- 1893: Von New York nach Southampton (ab 1899 über Cherbourg, ab 1904 zusätzlich über Plymouth)
- 1902 bis 1925: Einzelreisen von US-Ostküstenhäfen nach Europa
- 1914: Von New York nach Southampton (während des Krieges ersatzweise New York nach Liverpool)
- 1920: Von New York über  Plymouth und Cherbourg nach Southampton (zeitweise Hamburg statt Southampton)